# Hatvan
Hatvan é uma cidade da Hungria, situada no condado de Heves. Tem 66,31 km² de área e sua população em 2019 foi estimada em 20.167 habitantes.